# Пари (рассказ)
«Пари́» («Ска́зка») — рассказ А. П. Чехова о необычном пари, которое заключили богатый банкир и молодой юрист. Впервые опубликован в 1889 году.

## История
17 декабря 1888 года Чехов получил от С. Н. Худекова заказ на рассказ для газеты «Петербургская газета», который он быстро начал писать, сообщив об этом письмом А. С. Суворину. 22 декабря 1888 года рассказ «Сапожник и нечистая сила» был написан и 25 декабря 1888 года он был опубликован в «Петербургской газете» (№ 355, с. 2).
Алексей Суворин, узнавший, что Чехов пишет рассказ не для его газеты «Новое время», сильно обиделся. В результате Чехов пообещал ему написать сказку и для «Нового времени» к Новому 1889 году. 23 декабря 1888 года Чехов сообщил Суворину, что «вчера вечером» он начал писать эту сказку, а 30 декабря 1888 года Чехов уже отправил готовый рассказ Суворину. 1 января 1889 года рассказ в трёх частях под заглавием «Сказка» был напечатан в газете «Новое время» (№ 4613, с. 1-2).
В 1901 году, готовя рассказ для издания в собрании сочинений в издательстве А. Ф. Маркса, Чехов изменил название рассказа на «Пари», ввёл многочисленные сокращения в первых двух главах. Например, он заменил имена писателей, книги которых читал юрист в заточении (Шекспир, Байрон, Гомер, Вольтер, Гёте), словом «классики»; убрал фразу: «Последнею книгой, которую он прочёл, был „Дон-Кихот“ Сервантеса, а предпоследнею „В чём моя вера“ гр. Толстого». Однако самым существенным изменением явилось удаление всей третьей части целиком, что полностью меняло весь смысл рассказа. В 1903 году Чехов объяснил, почему он это сделал: «Когда я читал корректуру, мне этот конец очень не понравился […], показался не в меру холодным и суровым».
При жизни А. П. Чехова рассказ был переведён на болгарский, венгерский, польский и сербскохорватский языки.

## Сюжет

### Часть I
Старый банкир вспоминает случай, произошедший пятнадцать лет назад, 14 ноября 1870 года. В этот день гости на званом вечере затеяли спор, что гуманнее — смертная казнь или пожизненное заключение? Сам он считал, что гуманнее смертная казнь, а находившийся среди гостей один юрист, «молодой человек лет двадцати пяти», был твёрдо уверен, что жизнь в тюрьме лучше смерти. В итоге они заключили пари, что если юрист высидит в одиночной камере ровно пятнадцать лет, то банкир даст ему два миллиона рублей.
Юрист стал отбывать своё добровольное заключение под строжайшим надзором в одном из флигелей, построенных в саду банкира. Взаперти юрист читал книги, писал, играл на пианино, учился, пил вино, занимался самовоспитанием. Здесь А.П.Чехов описывает разные этапы его жизни в заключении.

### Часть II
За несколько часов до окончания исхода пятнадцати лет банкир осознаёт, что если он проиграет, то станет банкротом. Сумма, которая 15 лет назад казалась ему совсем несущественной, теперь жизненно важна для него. И он решает убить юриста, чтобы не платить ему выигрыш. Дождавшись, когда сторожа уйдут, он проникает во флигель и обнаруживает спящего юриста, рядом с которым лежит записка. Прежде чем убить его, банкир читает эту записку. В ней юрист пишет, что, находясь в заключении, он научился презирать материальные блага и считает, что знания дороже денег. С этой целью он намеревается выйти из флигеля за пять минут до окончания 15-летнего срока, тем самым лишившись двух миллионов, обещанных согласно договору.
Это оказывает такое впечатление на банкира, что он плачет и тихо уходит из флигеля, оставив там спящего юриста. Утром сторожа сообщают ему, что юрист покинул тюрьму, не дождавшись времени окончания пари. Банкир чувствует презрение к самому себе, а записку с отречением запирает в несгораемый шкаф.

### Часть III (удалённая Чеховым в 1901 году)
События происходят через год после выхода юриста из заточения. Банкир на званом вечере вновь вступает в спор и заключает новое пари на 3 миллиона с неким стариком-миллионером о том, может ли бедняк отказаться от миллиона просто из принципа. После того, как пари уже заключено, он отправляется в кабинет, чтобы достать и показать всем отречение юриста. В этот момент ему сообщают, что его спрашивает некий господин. Выйдя в приёмную, он встречается с юристом, который падает на колени и, обливаясь слезами, говорит: «Я так ошибался! […] Книги — это слабая тень жизни и эта тень меня обокрала! […] Я не прошу у вас двух миллионов, я не имею на них права, но умоляю вас, дайте мне сто или двести тысяч! Иначе я убью себя!». Банкир обещает ему эту сумму и возвращается к гостям. Там он в изнеможении опускается в кресло со словами: «Вы выиграли! Я разорён».

## Критика
По словам В. Альбова, Чехов в конце 1880-х годов находился в «безнадёжно тоскливом настроении», так как герой «Пари» презирает всё человечество. А. Б. Гольденвейзер записал 16 сентября 1901 года в своём дневнике, что Л. Н. Толстому рассказ «Пари» понравился «оригинальностью замысла и мастерством письма».

## Экранизации
- «Лишённый солнца» (1912, режиссёр В. Кривцов). Фильм снят по рассказу «Странное пари» Жозефа Рено, который в свою очередь основан на рассказе А. П. Чехова «Пари»[8].
- 1953 — Пари / The Bet (ТВ) (США), режиссёр Жюль Брикен, (сериал Телевизионный театр Форда)
- «Молчание[англ.]» (1961, режиссёр Б. Сагал; 25-й эпизод 2-го сезона сериала «Сумеречная Зона»)[9].
- «Невероятное пари, или Истинное происшествие, благополучно завершившееся сто лет назад» (новелла «Невероятное пари») (1984, режиссёр В. Я. Мотыль).
- «Пари» (2004, режиссёр А. Боярских).
- «Пари» (2008, режиссёр Н. В. Петрова).
- «Пари» (2011, режиссёр Каро Сарикян).
- «Пари» (2014, режиссёр Иван Перекатов).
- «Пари» (2015, режиссёр Юлия Каплун).